# Paudy
Paudy là một xã ở tỉnh Indre khu vực trung bộ Pháp. Xã này có diện tích 30,28 km², dân số thời điểm năm 1999 là 435 người. Khu vực này có độ cao trung bình 140 mét trên mực nước biển.